# Encore (Eberhard Weber)
Résumé è un album live del bassista e compositore tedesco Eberhard Weber, che, proprio come il precedente Résumé, raccoglie pezzi di esibizioni registrate dal vivo tra il 1990 e il 2007.

## Tracce
Tutte le composizioni di Eberhard Weber.
1. Frankfurt - 2:47
2. Konstanz - 3:16
3. Cambridge - 4:16
4. Rankweil - 4:14
5. Langenhagen - 3:53
6. Granada - 2:57
7. Sevilla - 4:30
8. London - 3:00
9. Klagenfurt - 3:41
10. Bradford - 3:54
11. Edinburgh - 2:05
12. Hannover - 3:23
13. Pamplona - 3:17

## Formazione
- Eberhard Weber - contrabbasso
- Ack van Rooyen - flicorno soprano